# 마츠오카 마유
마츠오카 마유(松岡 茉優, 1995년 2월 16일~)는 일본의 배우이다. 히라타 오피스 소속이다. 도쿄도 출신으로, 신장은 158 cm, 혈액형은 B형이다.

## 약력
8세 때 당시 3세의 여동생 마츠오카 히나가 스카웃 되어 어머니와 함께 동행했을 때, 면접관에게 “언니도 해 볼래?”라고 이야기를 들은 계기로 사무소에 들어갔다. 이 것으로 본인은 “여동생 덕분에 사무실에 소속하게 되었습니다. 동생에 고개를 들 수가 없어요 (웃음)”이라고 말하고 있다.
그 후, 도쿄도 스기나미구의 중학교에 다니면서 연예 활동을 병행하는 동안 2008년, 오하걸로서 TV 도쿄 《오하스타》에 출연해, 본격 데뷔. 2010년 3월 26일 「오하스타」를 졸업한 이후 예능 프로그램에는 자주 출연하지 않고, 배우로서의 활동이 계속되고 있었다. 또한 인터넷의 대담 프로그램이나 잡지의 대담 기획 등의 진행자 역을 맡는 일도 많았다.
2013년 NHK 연속 TV 소설 《아마짱》에 출연. 같은 해 9월 6일, 「아마짱」메서 연기한 사이타마현 출신의 캐릭터 이루마 시오리가 “사이타마현의 매력 발신에 공헌했다’는 이유로 사이타마현의 우에다 키요시 지사로부터 감사장을 수여  받았다. 12월 31일에는 「아마짱」에서 극중에 등장하는 아이돌 그룹 GMT의 멤버로서 제64회 NHK 홍백가합전에 출연했다. 「아마짱」의 출연을 계기로 예능 프로그램에 게스트 출연도 증가했다.
2015년 2월 19일 유바리 국제 판타스틱 영화제 2015에서 제2회 뉴 웨이브 어워드 여배우 부문 수상. 4월 18일 방송된 후지 TV 《She》로 연속 드라마 첫 주연.
2016년의 《사나다마루》로 대하드라마에 첫 출연하였고, 주인공 사나다 노부시게의 정실·하루 역을 연기했다.
2017년 12월 23일 공개된 영화 《제멋대로 떨고 있어》로 영화 첫 주연. 이 작품은 제30회 도쿄 국제 영화제 경쟁 부문에 일본 대표 작품으로 출품되어 관객의 투표에 의해 결정되는 관객상을 수상했다. 또한 2018년에는일본 영화 프로페셔널 대상에서 여우주연상을 수상했다.
2018년 5월, 히라타 그룹의 조직 개편에 따라 데뷔 후 계속해 소속하던 히라타 오피스에서 회사의 계열 회사인 「히라타 인터내셔널」으로 이적했다. 5월 13일에 공개된 출연 영화 《어느 가족》이 제71회 칸 영화제 공식경쟁부문에 출품되었고, 5월 19일 열린 폐막식 시상식에서 최고상인 황금종려상을 수상했다. 또한, 10월부터 개최된 제31회 도쿄 국제 영화제에서는 대사에 취임됐다.
2019년 제42회 일본 아카데미상에서 《제멋대로 떨고 있어》로 우수 여우주연상과 《어느 가족》으로 우수 여우조연상을 수상. 그 외에도 제61회 블루리본상에서 여우조연상과 제43회 엘란도르상에서 신인상을 수상했다.

## 인물
- 왼손잡이이다.[23]

- 〈마유(茉優)〉라는 이름의 유래는 1993년에 TBS 계열에서 방송된 드라마 《고교 교사》의 히로인 니노미야 마유(二宮 繭)에서 따온 것이라고 한다.[24]

- 《오하스타》는 2002년도부터 시청하기 시작해, 중학생이 되어도 시청을 계속하고 있을 정도로 좋아하여, 오하걸이 되는 것에 동경하고 있었다.[25]

- 아이돌을 좋아하며 특히 열렬한 모닝구무스메  매니아. 9기 멤버에 가입 후 모닝구무스메를 〈신성 모닝구무스메〉라고 부르고 있으며, 출연한 TV 프로그램과 라디오 프로그램 등에서 그 매력을 열거하고 있다.[26] 특별히 지속적으로 사야시 리호를 그녀의 모닝구 무스메 중에서의 최애로 꼽고 있으며, 졸업 후에도 변하지 않았다. 또한 자신이 주연을 맡은 드라마 《그 고집, 내게도 주세요!!》의 스페셜 기획으로 2016년 3월 20일에 개최 된 〈Hello! Project 히나 페스티벌 2016〉에 모닝구무스메 '16 센터 〈마유마유〉에 깜짝 출연했다.[27]

- 〈거의 매일 1, 2팩을 먹고 있다〉고 할 정도로 낫토를 좋아하고, 2016년 7월에는 일본 내에서의 전국 낫토 협동 조합 연합회에서 〈낫토 퀸〉에 선정되었다.[28]

- 《오하스타》 출연 때에 진행자를 오랫동안 역임했던 야마데라 코이치를 연예계의 아버지로 꼽고 있다.[25]

- 배우 이토 사이리와 개인적으로도 친하게 지내고, 서로의 인스타그램에도 등장한다.[29]

- 고교 시절 혼자 보내는 시간이 많았지만, 공립 고등학교에서 예능과가 있는 고등학교로 전학한 후, 고등학교 3학년 때 처음 생긴 친구가 모모이로 클로버 Z의 모모타 카나코와 배우 아사히 나오였다.[30][31]

- 싱어송 라이터의 이에이리 레오와는 고등학교 동창이며,[32] 모모타 카나코와 세 명이서 《우리들의 시대》에 출연했다. 또한, 성우 히다카 리나와도 고등학교 3학년 때의 동급생이다.[33][34]

## 출연 작품
역할의 굵은 글씨는 주연 작품

### 텔레비전 드라마
| 방송일자                     | 제목                                                                    | 역할                   | 방송사            |
| ---------------------------- | ----------------------------------------------------------------------- | ---------------------- | ----------------- |
| 2007년 7월 14일 ~ 9월 22일   | 수험의 신                                                               | 마츠키 마유            | NTV               |
| 2010년 9월 4일 ~ 12월 25일   | 카츠라 치즈루의 진찰 일록                                               | 오미치                 | NHK               |
| 2011년 4월 25일 ~ 6월 27일   | 스즈키 선생님                                                           | 호리노우치 나나미      | TV 도쿄           |
| 2011년 8월 31일              | 경시청 수사 1과 9계 season3 제9화                                       | 미하라 유이            | TV 아사히         |
| 2012년 8월 29일              | 걸 바사라 외전                                                          | 타카하시 카즈미        | 나고야 TV         |
| 2013년 2월 10일              | 인생은 〈최저 아저씨〉로부터 배웠다                                     | 니시하라 리에코        | NHK BS 프리미엄   |
| 2013년 4월 13일 ~ 6월 22일   | 35세의 고교생                                                           | 바바 아야코(고교 시절) | NTV               |
| 2013년 6월 24일 ~ 9월 17일   | 연속 TV 소설 〈아마짱〉 제73화 ~ 제146회                                | 이루마 시오리          | NHK               |
| 2013년 7월 13일 ~ 9월 21일   | 사이토 씨 2                                                             | 마에조노 사에          | NTV               |
| 2013년 11월 25일             | 형사의 눈빛 제8화                                                       | 나카무라 유카          | TBS               |
| 2014년 1월 17일              | 우레로☆미체험 소녀 제2화                                                | 마츠오카 마유          | TV 도쿄           |
| 2014년 5월 1일 ~ 6월 5일     | 은화 두관 제4화 ~ 최종화                                                | 마호/오테츠            | NHK               |
| 2014년 7월 8일 ~ 9월 16일    | GTO 제2기                                                               | 시죠 아유나            | 간사이 TV·후지 TV |
| 2015년 1월 15일 ~ 3월 19일   | 문제 있는 레스토랑                                                      | 아메키 치카            | 후지 TV           |
| 2015년 1월 31일 ~ 2월 28일   | 한계 취락 주식회사                                                      | 오오우치 미호          | NHK               |
| 2015년 4월 18일 ~ 5월 16일   | She                                                                     | 니시자와 료코          | 후지 TV           |
| 2015년 8월 29일              | 경세제민의 남자 제1부 〈타카하시 코레키요〉 후편                        | 케이코                 | NHK               |
| 2015년 9월 18일              | 자석남 2015                                                             | 아유미                 | NTV               |
| 2015년 10월 16일 ~ 12월 18일 | 코우노도리 제 1시리즈                                                   | 시모야 카에            | TBS               |
| 2016년 2월 19일              | 우레로☆무한대 소녀 제7화                                                | 카와시마 마유          | TV 도쿄           |
| 2016년 2월 27일 ~ 3월 12일   | 사랑의 산리쿠열차 미팅으로 가자!                                        | 하세쿠라 모모코        | NHK               |
| 2016년 3월 17일              | 실록 드라마 스페셜 여자의 범죄 미스터리 「후쿠다 가즈코 성형도망 15년」 | 키사라기 나츠키        | TV 아사히         |
| 2016년 4월 8일 ~ 6월 17일    | 그 〈고집〉, 내게도 주세요!!                                            | 마츠오카 마유          | TV 도쿄           |
| 2016년 6월 17일 ~ 9월 2일    | 수족관 걸                                                               | 시마 유카              | NHK               |
| 2016년 7월 3일 ~ 12월 18일   | 대하드라마 〈사나다마루〉 제26화 ~ 최종화                               | 하루 (치쿠린인)        | NHK               |
| 2017년 4월 3일 ~ 9월 29일    | 평온한 고향                                                             | 자이젠 유카리          | TV 아사히         |
| 2017년 10월 13일 ~ 12월 22일 | 코우노도리 제 2시리즈                                                   | 시모야 카에            | TBS               |
| 2017년 7월 8일 ~ 9월 16일    | 우리 남편은 일을 못해                                                   | 고바야시 사야카        | NTV               |
| 2018년 4월 14일              | 쿠로이도 살인                                                           | 쿠로이도 에이미        | 후지 TV           |
| 2019년 11월 24일             | 이소노 가의 사람들 ~20년 후 사자에상~                                   | 이소노 아카메          | 후지 TV           |
| 2020년 9월 15일 ~ 10월 6일   | 돈 떨어지면 사랑의 시작                                                 | 구키 레이코            | TBS               |
| 2021년 4월 10일 ~ 6월 26일   | 산다든가 죽는다든가 아버지든가                                          | 칸바라 토키코 (20대)   | TV 도쿄           |
| 2021년 8월 1일               | 힘내라! TEAM NACS episode7                                              | 마츠오카 마유 (본인)   | WOWOW 프라임      |
| 2021년 12월 29일             | 목소리가 오고 싶다. 제3밤                                               | 마츠오카 마유 (본인)   | NHK 종합          |

### 영화
| 개봉일자         | 제목                              | 역할                 | 배급사                                                |
| ---------------- | --------------------------------- | -------------------- | ----------------------------------------------------- |
| 2005년 8월 20일  | 저주                              | 실험 참가자 초등학생 | 빈칸                                                  |
| 2006년 12월 23일 | AKIBA                             | 초등학교 동창        | 벤텐 엔터테인먼트                                     |
| 2008년 10월 25일 | 바디 잭                           | 사와이 나나          | 우즈마사                                              |
| 2009년 1월 31일  | 러브 익스포저                     | 사유리               | 팬텀 필름                                             |
| 2010년 2월 25일  | 스이카 zerφ3 펌프킨 레퀴엠        | 코모리 요시에        | 어틀리                                                |
| 2010년 8월 20일  | 소녀 전사전 시온                  | 카린                 | 키즈                                                  |
| 2011년 6월 9일   | RAFT                              | 키리타 세이          | 일본 영화 촬영 감독 협회/젊은 영화 작가 육성 프로젝트 |
| 2012년 5월 12일  | 포테이토칩                        | 미유                 | 쇼게이트                                              |
| 2012년 8월 11일  | 키리시마, 동아리 활동 그만둔대    | 노자키 사나          | 쇼게이트                                              |
| 2012년 11월 10일 | 악의 교전                         | 시라이 사토미        | 도호                                                  |
| 2013년 1월 12일  | 극장판 스즈키 선생님              | 호리노우치 나나미    | 카도카와 서점/TV 도쿄                                 |
| 2013년 6월 1일   | 시작의 길                         | 야에코               | 쇼치쿠                                                |
| 2013년 6월 14일  | 절규 학급                         | 카토리 에리카        | 도호 영상 사업부                                      |
| 2014년 8월 2일   | 방과후 로스트 에피소드 3 〈배음〉 | 하시모토 리카        | 프로젝트 돈                                           |
| 2014년 8월 30일  | 리틀 포레스트 여름편·가을편       | 치코                 | 쇼치쿠 미디어 사업부                                  |
| 2015년 2월 14일  | 리틀 포레스트 겨울편·봄편         | 치코                 | 쇼치쿠 미디어 사업부                                  |
| 2015년 2월 28일  | 사무라이프                        | 유미                 | 비터즈 엔드                                           |
| 2015년 6월 27일  | 더 크로니클: 뮤턴트의 반격        | 모모                 | 워너 브라더스 영화                                    |
| 2016년 1월 30일  | 고양이 따위 불러도 오지 않는다    | 우메 상              | 도쿄 테아토르                                         |
| 2016년 4월 29일  | 치하야후루 하편                   | 와카미야 시노부      | 도호                                                  |
| 2017년 12월 23일 | 제멋대로 떨고 있어                | 에토 요시카          | 팬텀 필름                                             |
| 2018년 2월 3일   | blank13                           | 니시다 사오리        | 클락 웍스                                             |
| 2018년 3월 17일  | 치하야후루 무스비                 | 와카미야 시노부      | 도호                                                  |
| 2018년 6월 8일   | 어느 가족                         | 시바타 아키          | 가가                                                  |
| 2019년 10월 4일  | 꿀벌과 천둥                       | 사카에덴 아야        | 도호                                                  |
| 2019년 11월 8일  | 하룻밤                            | 이나무라 소노코      | 닛카쓰                                                |
| 2020년 7월 17일  | 극장                              | 사키                 | 요시모토 흥업                                         |
| 2021년 3월 26일  | 트릭아트의 송곳니                 | 타카노 메구미        | 쇼치쿠                                                |
| 2021년 9월 3일   | 극장판 힘내라! TEAM NACS          | 마츠오카 마유 (본인) | WOWOW                                                 |

### 무대
| 공연일자                                      | 제목                                                       | 역할              | 공연장소                                    |
| --------------------------------------------- | ---------------------------------------------------------- | ----------------- | ------------------------------------------- |
| 2014년 3월 20일 ~ 30일                        | 유령                                                       | 레기네 엔구스토란 | 도쿄 극장 코쿤                              |
| 2017년 2월 4일 ~ 26일·2017년 3월 3일 ~ 6일    | 함몰                                                       | 다이토 유이       | 도쿄 극장 코쿤/오사카 모리노미야 필로티 홀  |
| 2017년 9월 8일                                | 낭독극 〈불귀의 첫사랑, 에비 SA〉                          | 미사키            | 도쿄 테아토르 신주쿠                        |
| 2018년 3월 3일 ~ 26일                         | 에도는 불타고 있는가                                       | 유메              | 도쿄 신바시 연무장                          |
| 2019년 3월 10일 ~ 24일·2019년 3월 30일 ~ 31일 | 사랑의 레키시어터 〈더 비기닝 오브 러브〉                  | 카오리코          | 도쿄 아카사카 ACT 시어터·오사카 오릭스 극장 |
| 2020년 12월 5일 ~ 27일                        | 23층의 웃음                                                | 캐롤              | 세타가야 파부리쿠 시어터                    |
| 2021년 4월 20일 ~ 21일·2021년 5월 7일 ~ 8일   | 낭독극 〈잊을 수 없는 잊을 수 없는〉 〈첫사랑〉과 〈불륜〉 | 빈칸              | 도쿄 요미우리 오오테마치 홀·삿포로 도신 홀  |

### 극장판·TV 애니메이션
| 개봉/방송일자   | 제목                                               | 역할                     | 배급사/방송사               | 비고                                |
| --------------- | -------------------------------------------------- | ------------------------ | --------------------------- | ----------------------------------- |
| 2016년 7월 16일 | 포켓몬 더 무비 XY&Z 〈볼케니온 : 기계왕국의 비밀〉 | 키미아 공주              | 도호                        | 극장판 애니메이션                   |
| 2016년 9월 17일 | 목소리의 형태                                      | 이시다 마사야 (초등학생) | 쇼치쿠                      | 극장판 애니메이션                   |
| 2017년 7월 15일 | 카 3: 새로운 도전                                  | 크루즈 라미레즈 (일본판) | 월트 디즈니 재팬(일본 배급) | 미국 장편 애니메이션, 일본어판 더빙 |
| 2019년 4월 26일 | 버스데이 원더랜드                                  | 우에스기 아카네          | 워너 브라더스 영화          | 극장판 애니메이션                   |
| 2020년 2월 21일 | 디지몬 어드벤처 LAST EVOLUTION 인연                | 메노아 벨루치            | 도에이                      | 극장판 애니메이션                   |

### 외화 더빙
| 개봉/방송일자  | 제목        | 역할                         | 배급사                      | 비고                     |
| -------------- | ----------- | ---------------------------- | --------------------------- | ------------------------ |
| 2015년 8월 5일 | 쥬라기 월드 | 그레이 미첼 (타이 심킨스 분) | 유니버설 스튜디오/도호 도와 | 미국 영화, 일본어판 더빙 |

### WEB·전달 드라마
- WEB mini Movie 〈NOTE〉 (2012년 8월 20일 ~ 10월 10일, 전 16화, Angle Pictures) - 키하라 마유 역
- 고등학교 드라이브 ~눈이 뜨면 고교생이었던~ (2012년 11월 10일 ~ 2013년 1월 5일, 전 10화, BeeTV) - 유이 역
- HY 〈보고 싶다〉 (2014년 2월 5일, GYAO!) - 하나이 미카 역
- 치하야후루 -츠나구- (2018년 2월 20일, 전 5화, Hulu) - 와카미야 시노부 역
- 누군가가 보고 있다 제5화 (2020년 9월 18일 ~ , Amazon 프라임 비디오) - 부원장 역
- 마이코상 치노 마카나상 (2022년 <예정>, Netflix) - 요시노 역

## 그 외 출연

### 버라이어티
- 오하스타 (TV 도쿄)
  - 오하걸 (2008년 4월 7일 ~ 2010년 3월 26일)
  - 게스트 출연 (2016년 3월 21일, 7월 13일, 2020년 9월 23일)
- 몬 시리즈 (후지 TV) - 프로그램 MC
  - 우츠케몬 (2014년 4월 16일 ~ 9월 17일)
  - 오사레몬 (2014년 10월 14일 ~ 2015년 3월 24일)
  - 오사레몬 프리미어 (2015년 3월 31일 ~ 5월 8일) ※부정기 특집
  - 쯔기쿠루몬 (2015년 9월 26일 ~ 2016년 3월 12일) ※부정기 특집
  - 와라와세타몬 카치 토너먼트 KYO-ICHI (2016년 11월 11일) ※부정기 특집
- ENGEI 그랜드 슬램 (2015년 5월 30일 ~ , 후지 TV) ※부정기 특집 - 프로그램 MC
- FNS27 시간 TV (후지 TV)
  - 축제! (2016년 7월 23일·24일) - 코너 MC
  - 일본인은 무엇을 먹었 을까? (2018년 9월 8일·9일) - 코너 MC
  - 일본의 스포츠는 강한가! (2019년 11월 2일·3일) - 매니저 (전체 서브 MC)
- #하이_ 폴 (2017년 5월 18일 ~ 9월 28일, 후지 TV) - 목소리 출연 (인공 지능_ 폴라)
- 부모님 러브 스토리 ~오야코이~ (2018년 9월 27일 ~ 요미우리 TV) ※부정기 특집 - 프로그램 MC

### 기타 TV 프로그램
- 시네마 세대 (2013년 9월 21일 ~ 2015년 2월 28일, WOWOW)
- 산토리 1만명의 아홉 번째 (마이니치 방송)
  - 하토리 신이치의 1만명의 아홉 번째 음악 여행(투어) (2013년 12월 23일) - 해외 리포터
  - 사와코·요시의 클래식 따위 두렵지 않아♪ (2015년 12월 23일)
- 제64회 NHK 홍백가합전 (2013년 12월 31일, NHK)
- 노려라! 2020년 올림픽 (2014년 2월 11일 / 2014년 4월 20일 ~ 2015년 3월 1일, NHK) - 프로그램 MC
- 솔직한 산책 〈솔직한 여자 산책〉 (2014년 12월 27일 / 2015년 4월 11일 ~ 2016년 3월 26일, 후지 TV) - 프로그램 MC (솔직한 세 자매)
- 개막 직전! 리우 올림픽 100배 즐거워지는 텔레비전! (2016년 8월 5일, NHK) - 프로그램 MC
- 이야기의 나라 〈난쟁이〉 (2017년 9월 11일, NHK E 텔레) - 내레이터 (일인극)
- 어느 밤 페스티벌 !! #2 (2017년 10월 8일, 후지 TV) - 프로그램 MC
- 국보 인간 (2019년 5월 18일, 후지 TV) - 프로그램 MC
- 신세기 뮤직 (2019년 11월 4일 ~ 2020년 3월 30일, BS 스카파!) - 프로그램 MC
- 일요일 THE 리얼! 〈자리를 주십시오〉 (2020년 2월 23일, 후지 TV) - 프로그램 MC
- KIBO 우주 방송국 〈LIVE 우주의 일출 2021 from 국제 우주 정거장〉 (2021년 1월 1일, BS 도쿄) - 프로그램 MC

### 교양·다큐멘터리
- 에니시바나시 (후지 TV) - 내레이션
  - 연예인 혼담 (2014년 9월 29일 ~ 10월 2일)
  - 연예인 인연 여행 (2015년 1월 11일)
- 청춘 무대 2016 (2016년 9월 17일, NHK E 텔레) - 내레이션
- 탁구 14세의 괴물·하리모토 토모카즈의 현재 위치 (2018년 1월 14일, NHK BS1) - 내레이션
- 모닝구무스메 통째로 20년 스페셜! (2018년 3월 31일, NHK BS 프리미엄) - 내레이션
- ENGEI 정담 (2018년 4월 7일, 후지 TV) - 내레이션
- 낙도에 출장 ~모두 배달합니다~ (2018년 4월 14일, TV 아사히) - 내레이션
- 다큐멘터리 72시간 〈생명을 나르는 대형 병원의 이사〉 (2018년 7월 27일, NHK) - 내레이션
- 네코멘터리 고양이도 국자도 〈유즈키 유코와 멜과 피노〉 (2018년 8월 13일, NHK E 텔레) - 낭독
- Hello! Project presents ... 〈소로훼스!〉 (TV 아사히 채널 1) - 내레이션
  - 소로훼스! (2020년 7월 4일) - 부음성 (해설)
  - 소로훼스! 2 (2021년 8월 16일) - 내레이션·부음(해설)
- 유키 사토시 × 고레에다 히로카즈 특별 대담 〈그 때〉에서 ~북쪽의 대지와 드라마와... (2021년 1월 23일, 홋카이도 방송) - 내레이션
- 더 논픽션  〈내가 되고 싶어 ~연예인이 되다. 상경한 딸~〉 (2021년 7월 4일, 후지 TV) - 내레이션

### WEB 방송
- 마츠오카 마유의 T셔츠 & G빵 (2010년 8월 1일 ~ 12월 15일, 아!토도로쿠호소쿄쿠) - 프로그램 MC
  - Part2 (2011년 4월 23일 ~ 6월 26일)
  - Part3 (2011년 8월 20일 ~ 2012년 4월 6일)
  - 특별편 (2012년 7월 10일, 유튜브)
- 마츠오카 마유의 단방절친 (2013년 5월 1일 ~ 2013년 5월 22일, 니코니코도가) - 프로그램 MC
- KIBO 우주 방송국 〈LIVE 우주의 일출 2021 from 국제 우주 정거장〉 (2020년 12월 31일, 유튜브) - 프로그램 MC
- TSUMUGU (2021년 10월 22일 ~ 12월 24일, 총10회, LINE NEW VISION)

### 라디오
- 마츠오카 마유의 문화적 교류 (2015년 3월 31일 - 2016년 3월 22일, 분카 방송) - 퍼스널리티
- 마츠오카 마유의 올 나이트 닛폰 (2015년 8월 6일, 닛폰 방송) - 퍼스널리티
- AVALON (2016년 4월 4일 ~ 2017년 3월 27일 / 2017년 12월 22일, J-WAVE) - 월요일 담당 퍼스널리티
- 마츠오카 마유 마치네노 마에니 (2020년 4월 5일 ~ 2021년 3월 28일, TBS 라디오) - 퍼스널리티

### PV
- 미츠오카 마사미 〈Hana〉 (2007년 11월 28일)
- TUBE - 카호 역
  - 〈이제 와서 서프 사이드 (いまさらサーフサイド)〉(2015년 4월 8일)
  - 〈SUMMER TIME〉 (2015년 6월 2일)
  - 〈TONIGHT〉 (2015년 10월 7일)
  - 〈등대 (灯台)〉 (2015년 12월 16일)
- 검은 고양이 첼시 〈베이비 유 (ベイビーユー)〉 (2017년 12월 13일)

### 광고 (CM)
- 넥슨 재팬 〈BnB〉 (2007년)
- 일본 코카-콜라
  - 환타 (2008년)
  - 아쿠아리어스 워터 (2016년)
- 반다이 〈리즈 틱 시리즈 링 버튼〉 (2008년)
- 일본 맥도날드 〈치킨 버거 솔트 & 레몬〉 (2010년)
- 드완고 〈싱글벙글 전화〉 (2011년)
- 글리코 유업  〈아와릿찌〉 〈도로릿찌〉 (2014년)
- 세븐 & 아이 홀딩스 〈nanaco〉 (2015년)
- [Alexandros] 〈ALXD〉 (2015년)
- NTT 동일본 기업 CM (2015년 ~ )
- 리크루트 〈프롬·에이 나비〉 (2015년 ~ 2016년)
- 카오 〈비오레 쌩얼 츠루루응 클렌징 워터〉 (2015년)
- 캡콤 〈몬스터 헌터 크로스〉 (2015년)
- ABC 마트 〈Hawkins 스노우 부츠〉 〈신년 첫 판매 SALE CONVERSE JACK PURCELL〉 〈여름 신발 축제〉 (2015년 ~ 2016년)
- 스미토모 생명 〈1UP〉 (2015년)
- 롯데 〈소우〉 (2016년)
- JR 동일본 〈가자, 동북.〉 (2016년 ~ 2019년)
- 도요타 홈 〈기업 CM〉 (2016년 ~ 2019년)
- AOKI 〈락·낙서 깨끗하게 정장〉 〈궁극의 취업 활동 슈트〉 (2016년 ~ 2017년)
- 아플락 〈제대로 충족 의료 보험 EVER〉 〈살기위한 암 보험 Days1〉 (2017년 ~ 2018년)
- 엔·재팬 〈엔 전직〉 (2017년 ~ 2021년)
- 모리나가 유업 〈마운트 레이니어〉 (2018년 ~ 2019년)
- 아사히푸드 앤 헬스케어 〈민 티어〉 (2018년 ~ 2020년)
- 트리돌 홀딩스 〈마루가메제면〉 (2018년 ~ 2019년)
- LINE 〈LINE 코믹〉 (2018년)
- 유캔 〈통신 교육 강좌〉 (2019년)
- 비오훼루민 제약 〈비오훼루민 VC〉 (2020년 ~ )
- 타이세이 건설 〈미얀마〉편 (2020년 ~ 2021년) - 목소리 출연
- 기린 맥주 〈그린 프리〉 (2020년 ~ 2021년)
- 아마노후즈 〈동결 건조 된장국〉 (2020년 ~ )
- 스퀘어 에닉스 〈FFBE 유령 전쟁〉 (2020년)
- 타카노후즈 〈거북이 낫토〉 (2021년)

### 모델·이미지 캐릭터
- 일본 대중 약공업 협회 (2007년) - 계몽 비디오
- 토시히데관 Flex (2009년) - 광고
- 중앙 노동 재해 방지 협회 (2013년) - 전국노동위생 주간 포스터
- 액세스 진학 연구소 (2014년) - 핸드북 2014
- 일본 손해 보험 협회 (2015년) - 전국통일방화 포스터
- furryrate (2016년 ~ 2017년) - 광고
- SK-II (2018년 ~ 2020년) - 쌩얼 피부 프로젝트 광고
- Ropé Picnic (2018년 ~ 2019년) - 광고
- 후쿠시마현 (2021년 ~ ) - 후쿠시마 시라나캇타 대사
- 하니즈 (2021년 ~ ) - 광고

### 기타 경력
- 후지요트교복 2004 교복 전시회 (2004년 6월 11일)
- 제59회 비와코 비라키 관광선 미시간 하루 선장 (2014년 3월 8일)
- 시나가와 수족관 일일 관장 (2016년 10월 22일)
- 제31회 도쿄 국제 영화제 대사 (2018년 10월 25일 ~ 11월 3일)
- 제19회 GirlsAward 〈2019 SPRING / SUMMER〉 MC (2019년 5월 18일)
- 제12회 시부야 패션 위크 앰배서더 (2019년 10월 10일 ~ 20일)

## 서적

### 연재
- 마츠오카 마유의 직매소 (2014년 1월 ~ 6월, 요미우리 신문 석간 매월 1회 칼럼)

## 수상 경력
| 연도   | 시상식                            | 부문                      | 작품                                                      | 출처   |
| ------ | --------------------------------- | ------------------------- | --------------------------------------------------------- | ------ |
| 2015년 | 제2회 유바리 국제 판타스틱 영화제 | 뉴 웨이브상 여배우 부문   | 빈칸                                                      | [ 7 ]  |
| 2016년 | 제8회 TAMA 영화상                 | 최우수 신진 여우상        | 고양이 따위 불러도 오지 않는다, 치하야후루 하편           | [ 35 ] |
| 2016년 | 제40회 야마지 후미코 영화상       | 야마지 후미코 신인 여우상 | 고양이 따위 불러도 오지 않는다, 치하야후루 하편           | [ 36 ] |
| 2017년 | 제30회 도쿄 국제 영화제           | 도쿄 주얼리상             | 제멋대로 떨고 있어                                        | [ 14 ] |
| 2017년 | 제27회 일본 영화 프로페셔널 대상  | 여우주연상                | 제멋대로 떨고 있어                                        | [ 37 ] |
| 2018년 | 제10회 TAMA 영화상                | 최고의 여배우상           | 제멋대로 떨고 있어, 어느 가족, 치하야후루 무스비, blank13 | [ 38 ] |
| 2018년 | 제2회 Pen 크리에이터 어워즈       | 빈칸                      | 빈칸                                                      |        |
| 2018년 | 제40회 요코하마 영화제            | 여우조연상                | 어느 가족, 치하야후루 무스비, blank13                     | [ 39 ] |
| 2018년 | 제42회 일본 아카데미상            | 우수 여우주연상           | 제멋대로 떨고 있어                                        | [ 20 ] |
| 2018년 | 제42회 일본 아카데미상            | 우수 여우조연상           | 어느 가족                                                 | [ 20 ] |
| 2018년 | 제61회 블루리본상                 | 여우조연상                | 어느 가족, 치하야후루 무스비                              | [ 21 ] |
| 2018년 | 제43회 엘란도르상                 | 신인상                    | 빈칸                                                      | [ 22 ] |
| 2018년 | 제28회 도쿄 스포츠 영화 대상      | 여우조연상                | 어느 가족                                                 | [ 40 ] |
| 2019년 | 제32회 닛칸 스포츠 영화 대상      | 여우주연상                | 꿀벌과 천둥                                               | [ 41 ] |
| 2019년 | 제43회 일본 아카데미상            | 우수 여우주연상           | 꿀벌과 천둥                                               | [ 42 ] |

### 내용주
1. ↑  DVD-BOX의 영상 특전은 내레이션도 담당하고 있다.
2. ↑  방송 시작 전인 2020년 7월 18일 상대 역 미우라 하루마의 갑작스런 사망으로, 7월 31일 첫 방송 예정인 총 8부작에서 크게 각본이 변경되어 이미 촬영 한 방송분에 추가 촬영을 더해 총 4부작으로 완결되어 방송하는 것이 발표되었다.
3. 1 2  개봉일 기준은 일본에서의 개봉일이다.
4. ↑  제71회 칸 영화제 경쟁부문에 정식 출품되어 선공개되었다.
5. ↑  개봉·방송일자 기준은 일본에서의 공개일이다.

### 참조주
1. ↑  “히라타 인터내셔널 공식 사이트”. 2020년 5월 2일에 확인함.
2. 1 2  “연속 드라마 첫 주연 마츠오카 마유가 손에 넣은 “세 번째 여배우” 포지션”. 《일간겐다이》. 2015년 4월 7일. 2쪽. 2015년 4월 8일에 확인함.
3. ↑  “「그 녀석 지금 뭐하니?」 2020년 4월 15일 (수) 방송 내용”. 카카쿠.com(주식회사 카카쿠코무). 2020년 4월 15일. 2020년 4월 18일에 확인함.[깨진 링크(과거 내용 찾기)]
4. ↑  “마츠오카 마유:20세의 주목 여배우”. 《만탄웹》. 마이니치 신문사. 2015년 4월 7일. 2015년 4월 8일에 확인함.
5. ↑  “GMT리더·이루마 시오리의 마츠오카 마유 사이타마현 지사로부터 감사장에서 「네기네기네깃」”. 《영화.com》. 2013년 9월 6일. 2015년 3월 24일에 확인함.
6. ↑  “연속 TV 소설 「아마짱」의 「이루마 시오리 씨에게 감사장을 증정」”. 2014년 8월 14일에 원본 문서에서 보존된 문서. 2013년 9월 7일에 확인함.
7. 1 2  “<유바리 영화제> 오늘 개막 마츠오카 마유가 「뉴 웨이브 어워드 시상식」에서 감격의 눈물”. 《시네마 투데이》. 2015년 2월 19일. 2015년 2월 20일에 확인함.
8. ↑  “마츠오카 마유 오랜 친구·다케다 리나의 등장에 큰 통곡!”. 《영화.com》. 2015년 2월 20일. 2015년 2월 20일에 확인함.
9. ↑  “마츠오카 마유, 연속 드라마 첫 주연작 「She 」 스타트 「아마짱」에 보답”. 《ORICON STYLE》 (오리콘). 2015년 4월 18일. 2016년 2월 22일에 확인함.
10. ↑  “사나다 노부시게의 정실·하루(치쿠린인) 역은 마츠오카 마유 씨로 결정!”. 《NHK대하드라마『사나다마루』》. NHK ONLINE. 2016년 2월 21일. 2016년 2월 24일에 원본 문서에서 보존된 문서. 2016년 2월 22일에 확인함.
11. ↑  “【사나다마루】마츠오카 마유, 대하드라마 첫 출연 노부시게의 정실 역 「목표였다」”. 《ORICON STYLE》 (오리콘). 2016년 2월 22일. 2016년 2월 22일에 확인함.
12. 1 2  “마츠오카 마유, 영화 첫 주연! 와타야 리사 원작 「제멋대로 떨고 있어」 연애드 아마추어 OL 역”. 《영화.com》. 2017년 3월 14일. 2017년 3월 14일에 확인함.
13. ↑  “마츠오카 마유, 첫 주연 영화 「도쿄 국제 영화제」공모 출품 「제30회 도쿄  국제 영화제」 라인업 발표회2”. 《만탄웹》 (주식회사MANTAN). 2017년 9월 28일. 2017년 9월 28일에 확인함.
14. 1 2  “제30회 도쿄 국제 영화제 그랑프리는 터키 감독의 SF 「그레인」”. 《영화 나탈리》. 2017년 11월 3일. 2017년 11월 3일에 확인함.
15. ↑  “제27회 일본 영화 프로페셔널 대상은 「제멋대로 떨고 있어」 마츠오카 마유는 여우주연상 선정”. 《영화.com》. 2018년 3월 23일. 2018년 7월 25일에 확인함.
16. ↑  “히라타 오피스 안내”. 히리타 오피스. 2018년 5월 12일에 원본 문서에서 보존된 문서. 2018년 5월 12일에 확인함.
17. ↑  “고레에다 히로카즈 감독 「어느 가족」 칸 영화제 공식 상영 스타오베 9분 릴리 프랭키 북받쳐”. 《Sponichi Annex》 (스포니치 신문사). 2018년 5월 14일. 2018년 5월 14일에 확인함.
18. ↑  “고레에다 히로카즈 「어느 가족」에 최고상 황금 종려상! 일본인 21년만”. 《시네마 투데이》 (주식회사 시네마투데이). 2018년 5월 20일. 2018년 5월 20일에 확인함.
19. ↑  “마츠오카 마유, 제31회 도쿄 국제 영화제의 대사에 취임”. 《영화.com》. 2018년 9월 25일. 2018년 10월 18일에 확인함.
20. 1 2  “일본 아카데미상 우수상 발표 「카메라를 멈추 지마!」 「어느 가족」 등 다섯 작품”. 《oricon news》. 2019년 1월 15일. 2019년 1월 15일에 확인함.
21. 1 2  “블루리본상 결정 타치 히로시, 카도와키 무기가 수상 작품 수상은 「거북이 중지」 수상자 작품 목록”. 《스포츠 호치》. 2019년 1월 21일. 2019년 1월 21일에 확인함.
22. 1 2  “2019년에 엘란도르상 수상 작품·수상자”. 《일본 영화 텔레비전 프로듀서 협회》. 2019년 1월 21일. 2019년 1월 21일에 원본 문서에서 보존된 문서. 2019년 1월 21일에 확인함.
23. ↑  “「문제가 있는 레스토랑」 INTERVIEW 4 아마키 치카 역의 마츠오카 마유 씨”. 후지 TV. 2017년 1월 11일에 원본 문서에서 보존된 문서. 2017년 11월 13일에 확인함.
24. ↑  “공휴일·24세의 생일! 마츠오카 마유의 이름의 유래는 사회 현상을 야기한 그 드라마였다!?”. 《Movie Wolkar》. 2019년 2월 16일. 2019년 2월 16일에 원본 문서에서 보존된 문서. 2019년 4월 25일에 확인함.
25. 1 2  “마츠오카 마유 “연예계의 아버지” 야마짱의 편지에 눈물, 환희의 포옹도…”. 《Sponichi ANNEX》 (스포니치 신문사). 2016년 7월 3일. 2016년 7월 3일에 확인함.
26. ↑  “【영상】마츠오카 마유, 모닝구 무스메  사랑을 이야기하다”. 《ORICON STYLE》 (오리콘). 2014년 7월 30일. 2015년 3월 6일에 확인함.
27. ↑  “마츠오카 마유가 모닝구무스메 '16의 일원! 드라마 「그 고집, 내게도 주세요!!」에서 그 곡 선보여”. 코믹 나탈리. 2016년 3월 20일. 2016년 3월 20일에 확인함.
28. ↑  “마츠오카 마유 낫토 여왕의「등용문」에 기뻐”. 《데일리 스포츠》. 2016년 7월 4일. 2016년 7월 4일에 확인함.
29. ↑  “「에스코트가 진심으로 남자친구」 「너무 귀엽잖아」 마츠오카 마유 & 이토 사이리, 친구 콤비가 “하루 데이트”에서 드러내 만나”. 《네토라보》. 2020년 11월 14일. 2020년 12월 20일에 확인함.
30. ↑  “마츠오카 마유 친구가 없었다? 고등학교 생활을 회고”. 모델 프레스. 2017년 11월 30일. 2018년 3월 22일에 확인함.
31. ↑  “마츠오카 마유 : 「고교 시절 외톨이였다」고 고백 친구·모모타 카나코 & 아사히 나오와의 에피소드도 「A-Studio +」에서”. 《마이니치 키레이》. 주식회사MANTAN. 2021년 3월 26일. 2021년 9월 12일에 원본 문서에서 보존된 문서. 2021년 3월 27일에 확인함.
32. ↑  “모모타 카나코 10년 후에도 아이돌...이상은 「아라시, SMAP의 여성 버전」”. 《스포니치》 (스포니치 신문사). 2015년 5월 3일. 2015년 9월 29일에 확인함.
33. ↑  “마츠오카 마유 & 히다카 리나 「현대의 3대 애니메이션」 결정!”. 도쿄현대산업사 J-WAVE뉴스. 2016년 6월 29일. 2016년 10월 4일에 원본 문서에서 보존된 문서. 2020년 9월 19일에 확인함.
34. ↑  “마츠오카 마유 고등학교의 동급생·히다카 리나와 라디오에서 “동창회” 미루어 아이돌 토크도”. 오리콘. 2021년 6월 22일. 2021년 6월 23일에 확인함.
35. ↑  “〈오버 페이스〉 〈단지〉가 최우수 작품에, 제8회 TAMA 영화상 결과 발표”. 《영화 나탈리》. 2016년 10월 6일. 2016년 10월 7일에 확인함.
36. ↑  “영화상 레이스 개막! 〈제40회 야마지 후미코 영화상〉은 이상일 감독의 〈분노〉 여우상과의 2관”. 《영화.com》. 2016년 10월 17일. 2016년 10월 17일에 확인함.
37. ↑  “제27회 일본 영화 프로페셔널 대상은 「제멋대로 떨고 있어」 마츠오카 마유는 여우주연상 선정”. 《영화.com》. 2018년 3월 23일. 2018년 3월 23일에 확인함.
38. ↑  “TAMA 영화상 : 최우수 작품에 「어느 가족」과 「자나깨나」 안도  사쿠라, 마츠오카 마유 수상”. 《만탄웹》. 2018년 10월 4일. 2018년 10월 4일에 확인함.
39. ↑  “제40회 요코하마 영화제 2018년 일본 영화 개인 상”. 《요코하마 영화제》. 2018년 12월 1일. 2018년 12월 1일에 확인함.
40. ↑  “타케시가 선택한 도쿄 스포츠 영화 대상에서 「어느 가족」4관왕!  신인상은 슈하마 하루미”. 《영화 나탈리》. 2019년 1월 30일. 2019년 1월 30일에 확인함.
41. ↑  “「신문 기자」가 닛칸 스포츠 영화 작품상 「미야모토가 너에게」는 감독상과 남우주 연상 2관왕”. 《영화 나탈리》. 2019년 12월 12일. 2019년 12월 12일에 확인함.
42. ↑  “일본 아카데미 상 우수상 발표 「킹덤」 「날아라 사이타마」 등 다섯 작품 만화 원작이 눈에 띄는”. 《oricon news》. 2020년 1월 15일. 2020년 1월 15일에 확인함.